# Свещена крава
Кравата се почита като свещено животно в хиндуизма, джайнизма, зороастризма, както и в политеистичните религии на Древен Египет, Древна Гърция и Древен Рим.
Яденето на говеждо месо е табу в индуизма.
Кравите, а и свещеният бик в древните и изначално земеделски култури, са на особена почит по разбираеми причини – най-едрото и плодотворно домашно животно, впрегатно за оран. Индусите в продължение на векове я почитат като Богиня-майка и символ на богатството, добродетелта и изобилието. Кравата е послушна.
В юдаизма с първата и втората от Десетте Божи заповеди е забранено поклонението на Златния телец.